# Leopold Kiersznowski
Leopold Stanisław Kiersznowski, ps. „Pobóg”, „Staszek”, „Kierski” (ur. 24 września 1920 w Warszawie, zm. 28 listopada 1998 tamże) – polski żołnierz ruchu oporu w okresie II wojny światowej, major Wojska Polskiego, kapitan pożarnictwa, uczestnik kampanii wrześniowej i powstania warszawskiego. Kawaler Orderu Virtuti Militari.

## Życiorys
Syn Jana i Stanisławy z d. Nowak. Absolwent Gimnazjum i Liceum Ogólnokształcącego im. Wojciecha Górskiego w Warszawie. W czasie okupacji kontynuował naukę w ramach tajnych kompletów Politechniki Warszawskiej, z których jednak zrezygnował w związku z pracą zawodową w straży pożarnej. W 1942 ukończył Centralną Szkołę Pożarniczą w Warszawie oraz konspiracyjną szkołę podchorążych.
We wrześniu 1939 zgłosił się ochotniczo do śródmiejskich oddziałów obrony przeciwlotniczej, w których pełnił służbę do czasu kapitulacji Warszawy. Później wstąpił do Wojskowego Korpusu Służby Bezpieczeństwa (WKSB). Pod konspiracyjnym nazwiskiem Stanisław Kierski pseudonim „Staszek” działał w Strażackim Ruchu Oporu „Skała”, a następnie w Wojskowym Korpusie Służby Bezpieczeństwa (WKSB). Podczas podróży do Nowego Sącza w 1943, samochodami pożarniczymi przewoził broń i żywność dla oddziałów leśnych w kieleckim i krakowskim oraz prowadził działalność wywiadowczą. Uczestniczył również w organizacji oddziałów partyzanckich na terenie ziemi kieleckiej. Aresztowany przez Gestapo w Radomiu po dwóch miesiącach tortur wykupiony przez organizację i po krótkiej rekonwalescencji skierowany do Oddziału Leśnego kpt. Marzana w rejonie Nowego Sącza. Po rozbiciu oddziału przez Niemców powrócił do Warszawy do pracy konspiracyjnej w Inspektoracie Szkolenia Organizacji Wojskowej Korpusu Bezpieczeństwa. Był uczestnikiem akcji likwidacji agenta Gestapo Jana Wolańskiego, który doprowadził do aresztowania wielu działaczy OW KB w Krakowie i w Warszawie.
Na krótko przed wybuchem powstania warszawskiego jako podporucznik otrzymał awans na stopień porucznika. W powstaniu przeszedł szlak bojowy Wola – Stare Miasto – kanały – Śródmieście. Jako żołnierz Armii Krajowej działał w grupie „Północ” – odcinek „Kuba” – „Sosna” – Korpus Bezpieczeństwa (KB) – 1. batalion szturmowy KB „Nałęcz” – 1. kompania; w Śródmieściu w batalionie „Piorun”. 4 sierpnia 1944 z rozkazu Komendy Głównej OW KB Leopold został skierowany do oddziału por. Stefana Kaniewskiego ps. „Nałęcz”, z którym współpracował przed powstaniem. W oddziale objął funkcję zastępcy dowódcy i przeszedł z batalionem cały jego szlak bojowy (Muranów – Stare Miasto – Śródmieście). Następnie w warszawskim korpusie AK od 20.09.1944 r. – 8. Dywizja Piechoty AK im. Romualda Traugutta – 21. pułk piechoty im. Dzieci Warszawy.
W czasie najcięższych walk na Starym Mieście, żołnierze „Nałęcza” stosowali zazwyczaj taktykę działania niewielkimi grupami szturmowymi, którymi por. „Pobóg” wielokrotnie dowodził, prowadząc je do akcji i dając osobisty przykład męstwa. Szczególnie wyróżniał się w walkach o gmach Centrali Telefonów przy ul. Tłomackie 10 (tzw. Reduta „Nałęcza”), w natarciu na Szpital Maltański i w boju o pałac Radziwiłłów na Bielańskiej, gdzie został ranny. Brał także udział w obronie Reduty „Matki Boskiej”, Hotelu Polskim na Długiej 29. Po upadku Starówki zdziesiątkowane kompanie I Batalionu Szturmowego KB „Nałęcz” przeszły kanałami do Śródmieścia i po krótkim odpoczynku weszły ponownie do walki. Kompania kpt. „Poboga” została skierowana na wzmocnienie Batalionu AK „Zaręba – Piorun” (odcinek „Topór”) i obsadziła pozycje obronne w rejonie ulic Emilii Plater, Hożej oraz Ogrodu Pomologicznego, utrzymując je do ostatnich dni powstania.
Za odwagę i umiejętność dowodzenia w trudnych sytuacjach odznaczony Krzyżem Srebrnym Orderu Virtuti Militari i awansowany do stopnia kapitana. Za wybitną dzielność i poświęcenie w obronie pałacu Jabłonowskich na pl. Teatralnym oraz obronę klasztoru Panien Kanoniczek odznaczony Krzyżem Walecznych.
Po powstaniu trafił do oflagu X-C Lubeka, a po wojnie, według relacji rodziny, przez komunistyczne władze został na kilka miesięcy osadzony w więzieniu mokotowskim. Z czasem awansowany do stopnia majora Wojska Polskiego w stanie spoczynku i odznaczony m.in. Orderem Krzyża Grunwaldu III klasy oraz Krzyżem Kawalerskim Orderu Odrodzenia Polski.
Jego akta jako funkcjonariusza Milicji Obywatelskiej w latach 1945–1946 znajdują się w Oddziałowym Archiwum Instytutu Pamięci Narodowej w Gdańsku, pod sygnaturą IPN Gd 210/1152.
W późniejszych latach pracował zarobkowo jako taksówkarz. Był członkiem ZBoWiD oraz Światowego Związku Żołnierzy Armii Krajowej.
Pochowany w kwaterze powstańczej cmentarza wojskowego na Powązkach w Warszawie.

## Życie prywatne
Jego żoną była Wanda (z d. Banaszewska; 1926–2009), która pracowała jako referentka w wydziale spraw lokalowych Urzędu Miasta Stołecznego Warszawy i wydziale kultury Stołecznej Rady Narodowej, a w czasie II wojny światowej jako łączniczka nosiła meldunki do majora Zygmunta Szendzielarza „Łupaszki”. Ich synem był aktor Krzysztof Kiersznowski.

## Odznaczenia
- Krzyż Srebrny Orderu Virtuti Militari (1944)
- Order Krzyża Grunwaldu III klasy
- Krzyż Kawalerski Orderu Odrodzenia Polski (1990)
- Krzyż Walecznych (1944)
- Krzyż Partyzancki (1960)
- Krzyż Armii Krajowej (1985)